# Cornwall-on-Hudson
Cornwall-on-Hudson – wieś w hrabstwie Orange w amerykańskim stanie Nowy Jork, położona nad brzegiem rzeki Hudson, 80 km na północ od miasta Nowy Jork. Zajmuje powierzchnię 5,4 km². Według spisu z roku 2000 zamieszkuje ją 3058 osób w 1181 domostwach.